# Convento del Sagrado Corazón de Jesús y San José (La Aldehuela)
El convento del Sagrado Corazón de Jesús y San José es un cenobio de monjas Carmelitas Descalzas, situado en La Aldehuela, en el barrio getafense de Perales del Río.
La religiosa carmelita Santa Maravillas de Jesús, que había fundado entre otros el Monasterio del Sagrado Corazón y Nuestra Señora de los Ángeles en el Cerro de los Ángeles, recibió a mediados del siglo XX la donación de unos terrenos en el paraje de "La Aldehuela" por parte de doña María Asunción Jaraba. Don Ricardo Fernández-Hontoria y López de Carrizosa, cuarto conde de Torreánaz, a petición de la madre Maravillas construyó en ellos un convento, en el que se celebró la primera misa el 9 de enero de 1961. La madre Maravillas fue elegida priora y vivió hasta su fallecimiento en 1974 en el monasterio, donde se encuentra su sepulcro que recibe numerosas visitas. El convento cuenta con un museo centrado en la vida de la fundadora.  En la Iglesia del monasterio se encuentra el panteón de la familia Mac-Crohon Garay, benefactora del mismo.